# Slimstring
Slimstring (engelska), minimal variant av stringkalsong. Karaktäristiskt för denna typ är att tygstycket framtill har en så smal överdel, att det inte förmår täcka könshåret, utan bildar en avsmalnande "påse" som endast omfamnar könet. Denna kalsongtyp har oftast bara ett smalt snöre baktill mellan skinkorna, och ett lika smalt - i vissa fall dock något bredare - snöre runt höften.